# Kel Nagle
Kelvin "Kel" Nagle, född 21 december 1920 i Sydney, död 29 januari 2015 i Sydney, var en australisk golfspelare som blev mest känd för att ha vunnit The Open Championship 1960.
Även om Nagle vann några australiska tävlingar och World Cup of Golf för Australien i lag med femfaldige The Open-vinnaren Peter Thomson 1954 och 1959, så var det en stor överraskning när han vann The Open. Han var då 39 år och hade aldrig slutat bland de tio bästa i en majortävling. Han vann över den stora amerikanska stjärnan Arnold Palmer, men det var Palmer som återtog titeln 1961. Nagle vann aldrig The Open igen men han placerade sig bland de tio bästa sex gånger mellan 1961  och 1969. Hans bästa resultat i en major efter det var då han kom tvåa 1965 i den amerikanska US Open, året efter att han hade vunnit Canadian Open.

## Meriter

### Majorsegrar
- 1960 The Open Championship

### Segrar i urval
- Australian PGA Championship: sex gånger mellan 1949 och 1968.
- New Zealand PGA Championship: nio gånger mellan 1957 och 1975.
- 1957 New South Wales Open
- 1959 Australian Open
- 1961 French Open, Hong Kong Open, Swiss Open
- 1964 Canadian Open
- 1966 Wills Masters
- 1967 Victorian Open
- 1968 New South Wales Open
- 1971 World Seniors
- 1973 British Seniors
- 1975 British Seniors, World Seniors